# Stortjärnen (Holms socken, Medelpad)
Stortjärnen är en sjö i Sundsvalls kommun i Medelpad och ingår i Ljungans huvudavrinningsområde. Sjön har en area på 0,0711 kvadratkilometer och ligger 233,6 meter över havet.

## Delavrinningsområde
Stortjärnen ingår i det delavrinningsområde (694995-153347) som SMHI kallar för Utloppet av Fagervikssjön. Medelhöjden är 240 meter över havet och ytan är 22,04 kvadratkilometer. Räknas de 398 avrinningsområdena uppströms in blir den ackumulerade arean 3 870,12 kvadratkilometer. Gimån som avvattnar avrinningsområdet har biflödesordning 2, vilket innebär att vattnet flödar genom totalt 2 vattendrag innan det når havet efter 97 kilometer. Avrinningsområdet består mestadels av skog (62 procent). Avrinningsområdet har 5,43 kvadratkilometer vattenytor vilket ger det en sjöprocent på 24,6 procent.